# ویویانا بالابیو
ویویانا بالابیو (ایتالیایی: Viviana Ballabio؛ زادهٔ ۲۶ ژوئیهٔ ۱۹۶۷) بازیکن زن بسکتبال اهل ایتالیا بود. وی در بازی‌های المپیک تابستانی ۱۹۹۶ شرکت کرده‌است.